# 846

## Esdeveniments
- Saqueig del Vaticà per part dels pirates musulmans.[1]

## Necrològiques
- 27 de setembre, Henan (Xina): Bai Juyi (xinès: 白居易) escriptor xinès de la dinastia Tang (n. 772).[2]

- Consort Wang, concubina de l'emperador Li Chan de la dinastia Tang.